# Luck Key
Pour plus de détails, voir Fiche technique et Distribution.
Luck Key (hangeul : 럭키 ; RR : Leokki ; litt. « Le Chanceux ») est une comédie sud-coréenne réalisée par Lee Gae-byok et sortie en 2016. C'est une reprise du film japonais Key of Life,,,,, lui-même adapté du roman éponyme de Kenji Uchida.
Elle totalise presque 7 millions d'entrées au box-office sud-coréen de 2016 (en).

## Synopsis
Jae-sung (Lee Joon), un acteur en herbe dont la carrière est au point mort, se prépare à se suicider. Mais après que sa propriétaire l’a insulté, il décide d’abord d'aller se laver dans un bain public. Hyung-wook (Yoo Hae-jin), un tueur à gage, se nettoie dans le même établissement après avoir rempli un contrat. Il glisse sur un savon que Jae-sung avait fait tomber et perd connaissance. Envieux des beaux vêtements que Hyung-wook portait quand il est entré, Jae-sung échange sa clé de casier avec la sienne et vole sa voiture et son argent. Se sentant coupable, il se rend aux urgences pour tout rendre à Hyung-wook, qui se réveille sur place. Quand Jae-sung constate que Hyung-wook est devenu amnésique, il rebrousse chemin.
Alors que Jae-sung profite de l'argent et de l'appartement luxueux de Hyung-wook, ce-dernier a du mal à se rappeler qui il est, supposant qu'il s'appelle Jae-sung à cause du nom marqué sur la clé du casier. Comme il ne peut pas payer sa facture d'hôpital, Lina (Jo Yoon-hee (en)), une ambulancière, la paie pour lui après qu'il lui ait promis de la rembourser. Lorsque Hyung-wook réalise qu'il est ruiné, Lina lui trouve un travail dans le petit restaurant de sa mère. Grâce à son incroyable dextérité au couteau, Hyung-wook devient le chef principal et remplit l'établissement. Il découvre ensuite une date marquée sur un calendrier avec un lieu indiqué et suppose qu'il est (Jae-sung en réalité) un acteur censé apparaître dans une émission télévisée sur le thème des gangsters.
Bien qu’il ait au début des difficultés à faire l'acteur, Hyung-wook excelle dans les scènes d’action grâce à son habileté physique. Son rôle dans la série devient encore plus important avec l'aide de Lina à mesure que la série avance. Les deux commencent à tomber amoureux. Pendant ce temps, dans l'appartement de Hyung-wook, Jae-sung découvre une pièce secrète et suppose que Hyung-wook est un policier sous couverture protégeant une témoin nommée Eun-joo (Lim Ji-yeon), qui vit dans le même bâtiment. Jae-sung veille sur elle et, avec le temps, en tombe amoureux.
Un jour, Jae-sung répond à un appel téléphonique pour Hyung-wook et rencontre des hommes d'affaires qui lui demandent pourquoi Eun-joo est toujours en vie. Jae-sung se rend compte que Hyung-wook est en fait un tueur engagé pour éliminer Eun-joo. Après un pique-nique avec la famille de Lina, Hyung-wook recouvre sa mémoire et retrouve Jae-sung et Eun-joo dans son propre appartement. Il révèle à Jae-sung qu'il n'est pas un véritable tueur mais qu'il tente au contraire de donner une nouvelle vie aux cibles de contrats en simulant leur mort et en partageant l'argent qu'il gagne. Hyung-wook, Jae-sung et Eun-joo conçoivent un nouveau plan pour eux-mêmes afin qu'ils puissent commencer une nouvelle vie.
Hyung-wook dit finalement à Lina qu'ils ne peuvent être ensemble et s'en va. Le cœur brisé, Lina le suit dans un endroit où Hyung-wook, Jae-sung et Eun-joo tentent de simuler leur propre mort devant ceux qui ont embauché Hyung-wook. L'irruption inattendue de Lina fait presque rater le plan. Les hommes d'affaires pensent qu'ils sont tous morts et s'en vont. Plus tard, Hyung-wook dit à Lina qui il est vraiment et s’excuse. Lina, ne sachant pas quoi faire, l'emmène sur le plateau de la série télévisée pour finir la scène finale. Sur place, Hyung-wook improvise de nouvelles lignes de dialogues et confesse ses sentiments à Lina, qui les accepte. Jae-sung et Hyung-wook jouent finalement dans une nouvelle émission télévisée.

## Fiche technique
- Titre original : 럭키
- Titre international : Luck Key
- Réalisation : Lee Gae-byok
- Scénario : Jang Yoon-mi
- Musique : Bang Jun-seok (en)
- Production : Jung Hee-soon
- Société de production : Yong Film
- Société de distribution : Showbox
- Pays d’origine :  Corée du Sud
- Langue originale : coréen
- Format : couleur
- Genres : comédie, action
- Durée : 112 minutes
- Date de sortie :
  - Corée du Sud : 13 octobre 2016

## Distribution
- Yoo Hae-jin : Choi Hyung-wook
- Lee Joon : Yoon Jae-sung
- Jo Yoon-hee (en) : Kang Ri-na
- Lim Ji-yeon : Song Eun-joo
- Jeon Hye-bin : Hye-bin (caméo)
- Lee Dong-hwi (en) : Min-suk (caméo)
- Anupam Tripathi, un indien
- Jo Han-chul : Il-song

## Accueil
Les droits de distribution du film sont vendus dans neuf pays, dont la Chine, Taiwan, le Vietnam, les Philippines, les États-Unis et la Grande-Bretagne, avant sa sortie sud-coréenne le 13 octobre 2016. Luck Key commence très bien avec 1 million d'entrées pour ses trois premiers jours d'exploitation. En cinq jours, le film attire 2,02 millions de spectateurs pour des recettes de 14,7 millions $. Après quatre semaines d'exploitation, Luck Key cumule un total de 45,3 millions $ de recettes.
À la fin de son exploitation, le film a rapporté un total de 47,4 millions $ de recettes et attiré presque 7 millions de spectateurs.

## Récompenses et nominations
| Année | Prix                                        | Catégorie              | Nom         | Issue      |
| ----- | ------------------------------------------- | ---------------------- | ----------- | ---------- |
| 2017  | 53e cérémonie des Baeksang Arts Awards      | Meilleur acteur (Film) | Yoo Hae-jin | Nomination |
| 2017  | 22e cérémonie des Chunsa Film Art Awards    | Meilleur acteur        | Yoo Hae-jin | Nomination |
| 2017  | 12e Festival du film universitaire de Corée | Meilleur acteur        | Yoo Hae-jin | Lauréat    |